# Síndrome de Gardner-Diamond

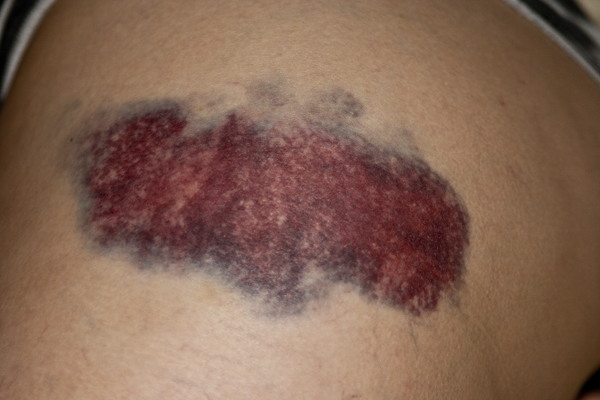
Equimosis en una pierna

El síndrome de Gardner-Diamond, síndrome de sensibilización autoeritrocitaria o púrpura psicógena es una enfermedad rara que se caracteriza por la aparición recurrente de equimosis dolorosas.

## Cuadro clínico
En el síndrome de Gardner-Diamond aparecen lesiones, más habituales en brazos y piernas, que en un principio toman la apariencia de placas edematosas dolorosas y evolucionan a equimosis en unas 24 horas. Es habitual que se asocien a un evento estresante previo y a una sensación de quemazón o picor pocas horas antes de la aparición de la herida cutánea. Se han descrito, aunque son raros, sangrados en los órganos internos. La inyección intradérmica de un mililitro de eritrocitos propios lavados suele desencadenar la aparición de las lesiones típicas de la enfermedad.
Los casos reportados en la literatura científica suelen ser de mujeres jóvenes, caucásicas y con antecedentes de trastornos mentales.

## Etiología
La causa es desconocida, aunque se ha hipotetizado que tiene una base autoinmune, concretamente por una sensibilización a algún componente de los glóbulos rojos. Es posible que se deba a una redistribución anómala de la fosfatidilserina hacia el exterior de la membrana celular, cuando normalmente se encuentra sobre todo en la zona interior.
Los factores psicológicos también podrían estar relacionados, e incluso se consideraba una manifestación psiquiátrica de la personalidad histérica.

## Tratamiento
No hay un tratamiento estandarizado. En su manejo se han utilizado antidepresivos, así como corticosteroides, antihistamínicos, inmunosupresores y suplementos de vitamina C, entre otros fármacos.

## Historia
La primera descripción de púrpura psicógena fue publicada en 1929, en un artículo de Erich Jacobi. En 1955, Frank H. Gardner y Louis K. Diamond, al estudiar cuatro pacientes, sugirieron que se debía a una sensibilización a los glóbulos rojos propios.